# Lineage: Bloodpledge
Lineage: Bloodpledge är ett MMORPG med fantasy-tema, utvecklat av NCsoft, lanserat 1998. Lineage har starka inslag av PvP. Till skillnad från de titlar som senare kom att dominera genren är Lineage inte ett 3D-spel utan använder isometrisk 2D (jämför Ultima Online, Diablo II).
Lineage: Bloodpledge blev mycket populärt i Asien, framför allt i NCsofts hemland Sydkorea, och hävdar att man har över 4 miljoner abonnenter, vilket skall ställas mot västvärldens populäraste samtida MMORPG, EverQuest, som aldrig kommit över 500 000. Bakom dessa miljoner finns dock en annan abonnemangsmodell och en annan internetkultur - de flesta användarna i Sydkorea spelar inte hemma utan på små kvarterkaféer - PC bangs - och det är kaféet som betalar abonnemanget, inte kunden. Intäkterna för Lineage torde därför ligga på samma nivå som för EverQuest. I Sydkorea har Lineage blivit en mycket viktig företeelse, men trots engelskspråkig lansering har spelet inte slagit i väst.
En uppföljare, Lineage II lanserades 2003 i Sydkorea och 2004 i USA. Tillsammans har de båda versionerna uppskattats till omkring 4 miljoner abonnenter (2005), vilket gör dem till den största titeln i branschen efter World of Warcraft.
Intäkterna från Lineage har NCsoft också återinvesterat i andra aktörer, bland annat Cryptic Studios (City of Heroes) och Tabula Rasa.
Spelet fick även en uppföljare år 2003, Lineage II.